# Mugen Motorsports
Mugen Motorsports (M-TEC Co., Ltd, яп. 無限) — японская компания, основанная в 1973 году Хиротоси Хонда, старшим сыном Соитиро Хонда, основателя компании Honda. Название переводится как «Без границ». Занимается тюнингом автомобилей Honda и выпуском запчастей и дополнительного оборудования для них. Строит автомобили и двигатели для гоночных серий Japan Le Mans Challenge, Formula 3, Super GT, Integra One-Make Race, Super Taikyu, Overseas Race, Formula Nippon и Circuit Challenge. Несмотря на родственные связи, Mugen никогда не принадлежала Honda Motor Company.

## История компании

### Mugen
- 1996 г. — Оливье Панис одержал победу в Гран-при Монако на шасси Лижье c двигателем Mugen (MF301H).
- июль 2003 г. — после заведения уголовного дела по подозрению в уклонении от уплаты налогов были арестованы президент компании Хиротоси Хонда и аудитор Норио Хирокава.

### M-TEC
- 1 октября 2003 г. — основание компании.
- 1 апреля 2004 г. — компании принадлежат эксклюзивные права на использование бренда «Mugen».
- 28 июня 2007 г. — представлен первый автомобиль компании: Honda Civic Mugen RR (двигатель K20A, 240 л. с. (177 кВт) при 8000 об./мин). К 13 сентября проданы все 300 автомобилей по цене $41 946 (4 777 500 иен).

## Участие в соревнованиях
У Mugen достаточно насыщенная спортивная жизнь, хотя в последнее время компания в большей степени сконцентрирована на доводке дорожных автомобилей Honda и выпуске тюнинговых компонентов для них.

### Формула 1
Принимала участие с 1992 по 2000 годы.

### Super GT
Компания участвует в классах GT300 и GT500 с 1998 года на автомобиле NSX.